# Смушкино
Сму́шкино  (до 1948 года Уржино; укр. Смушкине, крымскотат. Smuşkino, Смушкино) — село в Красноперекопском районе Автономной Республики Крым, входит в состав Красноармейского сельского поселения (согласно административно-территориальному делению Украины — Красноармейского сельского совета Автономной Республики Крым).

## Население
| 2001 | 2014 |
| ---- | ---- |
| 72   | ↘17  |

Всеукраинская перепись 2001 года показала следующее распределение по носителям языка
| Язык             | Процент |
| ---------------- | ------- |
| украинский       | 40.28   |
| крымскотатарский | 31.94   |
| русский          | 16.67   |
| белорусский      | 1.39    |

### Динамика численности
| - 1915 год — 0/25 чел. - 1926 год — 168 чел. - 1989 год — 18 чел. | - 2001 год — 72 чел. - 2009 год — 51 чел. - 2014 год — 17 чел. |

## Современное состояние
На 2017 год в Смушкино числится 2 улицы: Смушкина и Степная; на 2009 год, по данным сельсовета, село занимало площадь 11,1 гектара, на которой в 21 дворе проживал 51 человек.

## География
Смушкино — маленькое село на севере района, у северного берега Киятского озера, высота центра села над уровнем моря — 4 м. Ближайшее село Вишнёвка в 5 км южнее, за озером, расстояние до райцентра — около 17 километров (по шоссе), там же ближайшая железнодорожная станция — Красноперекопск (на линии Джанкой — Армянск). Транспортное сообщение осуществляется по региональной автодороге 35Н-290 Смушкино — Красноармейское (по украинской классификации — С-0-10719).

## История
Впервые в доступных источниках Уржино встречается Статистическом справочнике Таврической губернии 1915 года, согласно которому на хуторе Уржино Софьи Богдановны Фальц-Фейн (близ трактовой Армянской и Таганашской дороги и Киятского соляного озера Воинской волости Перекопского уезда числилось 3 двора с русским населением в количестве 25 человек «посторонних» жителей, из которых 11 мужчин и 14 женщин. Других сведений не приведено.
После установления в Крыму Советской власти, по постановлению Крымревкома от 8 января 1921 года № 206 «Об изменении административных границ» была упразднена волостная система, Перекопский уезд переименовали в Джанкойский, в котором был образован Ишуньский район, в состав которого включили село, а в 1922 году уезды получили название округов. 11 октября 1923 года, согласно постановлению ВЦИК, в административное деление Крымской АССР были внесены изменения, в результате которых округа были отменены, Ишуньский район упразднён и село вошло в состав Джанкойского района. Согласно Списку населённых пунктов Крымской АССР по Всесоюзной переписи 17 декабря 1926 года, в селе Ново-Уржино, центре упразднённого к 1940 году Ново-Уржинского сельсовета Джанкойского района, числилось 22 двора, все крестьянские, население составляло 128 человек, все украинцы. На хуторе Уржино было 7 дворов, население — 40 человек, из них 21 русский, 11 украинцев, 8 записаны в графе «прочие» Постановлением ВЦИК от 30 октября 1930 года был восстановлен Ишуньский район и село, вместе с сельсоветом, включили в его состав. Постановлением Центрального исполнительного комитета Крымской АССР от 26 января 1938 года Ишуньский район был ликвидирован и создан Красноперекопский район с центром в поселке Армянск (по другим данным 22 февраля 1937 года), в который вошло село. На подробной карте РККА северного Крыма 1941 года Уржино обозначено без указания жилых дворов.
С 25 июня 1946 года Уржино в составе Крымской области РСФСР. Указом Президиума Верховного Совета РСФСР от 18 мая 1948 года, Уржин (или Уржино) переименовали в Смушкино, действовал колхоз с таким же названием. 26 апреля 1954 года Крымская область была передана из состава РСФСР в состав УССР. Время включения в Вишнёвский сельсовет пока не установлено: на 15 июня 1960 года село уже числилось в его составе. В сентябре 1963 года колхоз «Смушкино» присоединён к совхозу «Северный». На 1977 год Смушкино в составе Красноармейского сельсовета. По данным переписи 1989 года в селе проживало 18 человек. С 12 февраля 1991 года село в восстановленной Крымской АССР, 26 февраля 1992 года переименованной в Автономную Республику Крым. С 21 марта 2014 года в составе Крыма аннексировано Россией.